# Муниципальные округа Белгородской области (административно-территориальные единицы)
Муниципальные округа Белгородской области — административно-территориальные единицы Белгородской области, созданные в 2009 году в границах городских и сельских поселений. Относятся к категории административно-территориальных единиц муниципальных образований в Белгородской области.

## Описание
Муниципальные округа являются единственным существующим видом административно-территориальных единиц муниципальных образований Белгородской области, образованы в пределах территории городских и сельских поселений, в том числе они продолжают выделяться в пределах муниципальных районов, в 2018 году преобразованных в городские округа: Алексеевского, Валуйского, Грайворонского, Новооскольского, Шебекинского и Яковлевского. При этом в пределах территории Губкинского и Старооскольского, муниципальные округа не были образованы, поскольку в 2007 году соответствующие муниципальные районы были преобразованы в городские округа.
Административно-территориальные единицы муниципального образования — части территории муниципального образования, в пределах которых могут функционировать территориальные органы администрации соответствующего муниципального образования в соответствии со структурой администрации соответствующего муниципального образования.
Межмуниципальные округа в границах двух и более городских и/или сельских поселений, административные округа в границах городских округов и городских поселений, сельские округа в границах сельских поселений предусмотрены, но не образованы.

## История
Муниципальные округа были образованы в 2008—2009 годах на территории всех районов, за исключением Губкинского и Старооскольского, и заменили собой ранее существовавшие сельские и поселковые округа, которые, в свою очередь, заменили сельсоветы и поссоветы. Фактически муниципальные округа собой обобщили городские, поселковые и сельские административные округа.

## Список муниципальных округов
Муниципальные округа, образованные городами областного значения, включёнными в административные районы, выделены оранжевым цветом (3). 
Муниципальные округа, образованные городами районного значения и посёлками городского типа, выделены светло-серым цветом (24).
Общее число муниципальных округов — 290, в том числе:
- образованных городами областного значения — 3,
- образованных городами районного значения и посёлками городского типа — 24,
- остальных сельскими населёнными пунктами — 263.

Обозначения:
- мун. округ — муниципальный округ;
- пгт — посёлок городского типа;
- с.н.п. — сельские населённые пункты;
- ГО — городской округ;
- МР — муниципальный район;
- ГП — городское поселение;
- СП — сельское поселение.

| №   | Муниципальный округ    | Административное подчинение                                 | Соответствие на уровне муниципального устройства | Комментарий                                                                                               |
| --- | ---------------------- | ----------------------------------------------------------- | ------------------------------------------------ | --- |
| 1   | Айдарский              | Ровеньский район                                            | Айдарское СП Ровеньского МР                      | |
| 2   | Акулиновский           | Борисовский район                                           | Акулиновское СП Борисовского МР                  | |
| 3   | Алейниковский          | Алексеевский район                                          | Алексеевский ГО                                  | |
| 4   | Алексеевка, город      | Алексеевка, город обл. знач. в составе Алексеевского района | Алексеевский ГО                                  | |
| 5   | Алексеевский           | Яковлевский район                                           | Яковлевский ГО                                   | |
| 6   | Алексеевский           | Корочанский район                                           | Алексеевское СП Корочанского МР                  | |
| 7   | Андреевский            | Чернянский район                                            | Андреевское СП Чернянского МР                    | |
| 8   | Анновский              | Корочанский район                                           | Анновское СП Корочанского МР                     | |
| 9   | Афанасовский           | Корочанский район                                           | Афанасовское СП Корочанского МР                  | |
| 10  | Афанасьевский          | Алексеевский район                                          | Алексеевский ГО                                  | |
| 11  | Безыменский            | Грайворонский район                                         | Грайворонский ГО                                 | |
| 12  | Беленихинский          | Прохоровский район                                          | Беленихинское СП Прохоровского МР                | |
| 13  | Беловский              | Белгородский район                                          | Беловское СП Белгородского МР                    | |
| 14  | Белоколодезский        | Вейделевский район                                          | Белоколодезское СП Вейделевского МР              | |
| 15  | Белоколодезянский      | Шебекинский район                                           | Шебекинский ГО                                   | |
| 16  | Беломестненский        | Белгородский район                                          | Беломестненское СП Белгородского МР              | |
| 17  | Беломестненский        | Новооскольский район                                        | Новооскольский ГО                                | |
| 18  | Белянский              | Борисовский район                                           | Белянское СП Борисовского МР                     | |
| 19  | Белянский              | Шебекинский район                                           | Шебекинский ГО                                   | |
| 20  | Береговской            | Прохоровский район                                          | Береговское СП Прохоровского МР                  | |
| 21  | Берёзовский            | Борисовский район                                           | Берёзовское СП Борисовского МР                   | |
| 22  | Бершаковский           | Шебекинский район                                           | Шебекинский ГО                                   | |
| 23  | Бессоновский           | Белгородский район                                          | Бессоновское СП Белгородского МР                 | |
| 24  | Бехтеевский            | Корочанский район                                           | Бехтеевское СП Корочанского МР                   | |
| 25  | Бирюч, город           | Красногвардейский район                                     | ГП город Бирюч Красногвардейского МР             | в 2004—2007 ГП посёлок Красногвардейское (в 2005 пгт преобразован в город, в 2007 переименован)           |
| 26  | Бирючанский            | Валуйский район                                             | Валуйский ГО                                     | |
| 27  | Бобравский             | Ракитянский район                                           | Бобравское СП Ракитянского МР                    | |
| 28  | Богатенский            | Ивнянский район                                             | Богатенское СП Ивнянского МР                     | |
| 29  | Богородский            | Новооскольский район                                        | Новооскольский ГО                                | |
| 30  | Большанский            | Чернянский район                                            | Большанское СП Чернянского МР                    | |
| 31  | Большегородищенский    | Шебекинский район                                           | Шебекинский ГО                                   | |
| 32  | Большеивановский       | Новооскольский район                                        | Новооскольский ГО                                | |
| 33  | Большелипяговский      | Вейделевский район                                          | Большелипяговское СП Вейделевского МР            | |
| 34  | Большетроицкий         | Шебекинский район                                           | Шебекинский ГО                                   | |
| 35  | Большехаланский        | Корочанский район                                           | Большехаланское СП Корочанского МР               | |
| 36  | Большовский            | Красненский район                                           | Большовское СП Красненского МР                   | |
| 37  | Борисовка, посёлок     | Борисовский район                                           | ГП посёлок Борисовка Борисовского МР             | |
| 38  | Борисовский            | Волоконовский район                                         | Борисовское СП Волоконовского МР                 | |
| 39  | Боровогриневский       | Новооскольский район                                        | Новооскольский ГО                                | |
| 40  | Борчанский             | Валуйский район                                             | Валуйский ГО                                     | |
| 41  | Бубновский             | Корочанский район                                           | Бубновское СП Корочанского МР                    | |
| 42  | Бутовский              | Яковлевский район                                           | Яковлевский ГО                                   | |
| 43  | Быковский              | Яковлевский район                                           | Яковлевский ГО                                   | |
| 44  | Валуйки, город         | Валуйки, город обл. знач. в составе Валуйского района       | Валуйский ГО                                     | |
| 45  | Валуйчанский           | Красногвардейский район                                     | Валуйчанское СП Красногвардейского МР            | |
| 46  | Варваровский           | Алексеевский район                                          | Алексеевский ГО                                  | |
| 47  | Васильдольский         | Новооскольский район                                        | Новооскольский ГО                                | |
| 48  | Введено-Готнянский     | Ракитянский район                                           | Введено-Готнянское СП Ракитянского МР            | |
| 49  | Вейделевка, посёлок    | Вейделевский район                                          | ГП посёлок Вейделевка Вейделевского МР           | |
| 50  | Великомихайловский     | Новооскольский район                                        | Новооскольский ГО                                | |
| 51  | Венгеровский           | Ракитянский район                                           | Венгеровское СП Ракитянского МР                  | |
| 52  | Верхнепокровский       | Красногвардейский район                                     | Верхнепокровское СП Красногвардейского МР        | |
| 53  | Верхнесеребрянский     | Ровеньский район                                            | Верхнесеребрянское СП Ровеньского МР             | |
| 54  | Верхопенский           | Ивнянский район                                             | Верхопенское СП Ивнянского МР                    | |
| 55  | Верхососенский         | Красногвардейский район                                     | Верхососенское СП Красногвардейского МР          | |
| 56  | Веселовский            | Красногвардейский район                                     | Веселовское СП Красногвардейского МР             | |
| 57  | Весёлолопанский        | Белгородский район                                          | Весёлолопанское СП Белгородского МР              | |
| 58  | Викторопольский        | Вейделевский район                                          | Викторопольское СП Вейделевского МР              | |
| 59  | Владимировский         | Ивнянский район                                             | Владимировское СП Ивнянского МР                  | мун. округ и СП образованы в 2015, ранее с.н.п. входили в Вознесеновский мун. округ и соответствующее СП  |
| 60  | Вознесеновский         | Ивнянский район                                             | Вознесеновское СП Ивнянского МР                  | |
| 61  | Вознесеновский         | Шебекинский район                                           | Шебекинский ГО                                   | |
| 62  | Волоконовка, посёлок   | Волоконовский район                                         | ГП посёлок Волоконовка Волоконовского МР         | |
| 63  | Волоконовский          | Чернянский район                                            | Волоконовское СП Чернянского МР                  | |
| 64  | Волотовский            | Чернянский район                                            | Волотовское СП Чернянского МР                    | |
| 65  | Волчье-Александровский | Волоконовский район                                         | Волчье-Александровское СП Волоконовского МР      | |
| 66  | Вышнепенский           | Ракитянский район                                           | Вышнепенское СП Ракитянского МР                  | |
| 67  | Вязовский              | Прохоровский район                                          | Вязовское СП Прохоровского МР                    | |
| 68  | Вязовской              | Краснояружский район                                        | Вязовское СП Краснояружского МР                  | |
| 69  | Гарбузовский           | Алексеевский район                                          | Алексеевский ГО                                  | |
| 70  | Герасимовский          | Валуйский район                                             | Валуйский ГО                                     | |
| 71  | Глинновский            | Новооскольский район                                        | Новооскольский ГО                                | |
| 72  | Глуховский             | Алексеевский район                                          | Алексеевский ГО                                  | |
| 73  | Головинский            | Белгородский район                                          | Головинское СП Белгородского МР                  | |
| 74  | Головчинский           | Грайворонский район                                         | Грайворонский ГО                                 | |
| 75  | Голофеевский           | Волоконовский район                                         | Голофеевское СП Волоконовского МР                | |
| 76  | Гора-Подольский        | Грайворонский район                                         | Грайворонский ГО                                 | |
| 77  | Горкинский             | Красненский район                                           | Горкинское СП Красненского МР                    | |
| 78  | Горьковский            | Грайворонский район                                         | Грайворонский ГО                                 | |
| 79  | Гостищевский           | Яковлевский район                                           | Яковлевский ГО                                   | |
| 80  | Готовский              | Красненский район                                           | Готовское СП Красненского МР                     | |
| 81  | Грайворон, город       | Грайворонский район                                         | Грайворонский ГО                                 | |
| 82  | Графовский             | Шебекинский район                                           | Шебекинский ГО                                   | |
| 83  | Графовский             | Краснояружский район                                        | Графовское СП Краснояружского МР                 | |
| 84  | Грузсчанский           | Борисовский район                                           | Грузсчанское СП Борисовского МР                  | |
| 85  | Грушевский             | Волоконовский район                                         | Грушевское СП Волоконовского МР                  | |
| 86  | Двулученский           | Валуйский район                                             | Валуйский ГО                                     | |
| 87  | Дмитриевский           | Ракитянский район                                           | Дмитриевское СП Ракитянского МР                  | |
| 88  | Дмитриевский           | Яковлевский район                                           | Яковлевский ГО                                   | |
| 89  | Доброивановский        | Грайворонский район                                         | Грайворонский ГО                                 | |
| 90  | Должанский             | Вейделевский район                                          | Должанское СП Вейделевского МР                   | |
| 91  | Дорогощанский          | Грайворонский район                                         | Грайворонский ГО                                 | |
| 92  | Драгунский             | Ивнянский район                                             | Драгунское СП Ивнянского МР                      | |
| 93  | Дубовской              | Белгородский район                                          | Дубовское СП Белгородского МР                    | |
| 94  | Дунайский              | Грайворонский район                                         | Грайворонский ГО                                 | |
| 95  | Ездоченский            | Чернянский район                                            | Ездоченское СП Чернянского МР                    | |
| 96  | Ериковский             | Белгородский район                                          | Ериковское СП Белгородского МР                   | |
| 97  | Жигайловский           | Корочанский район                                           | Жигайловское СП Корочанского МР                  | |
| 98  | Жуковский              | Алексеевский район                                          | Алексеевский ГО                                  | |
| 99  | Журавлёвский           | Белгородский район                                          | Журавлёвское СП Белгородского МР                 | |
| 100 | Журавский              | Прохоровский район                                          | Журавское СП Прохоровского МР                    | |
| 101 | Завидовский            | Яковлевский район                                           | Яковлевский ГО                                   | |
| 102 | Закутчанский           | Вейделевский район                                          | Закутчанское СП Вейделевского МР                 | |
| 103 | Засосенский            | Красногвардейский район                                     | Засосенское СП Красногвардейского МР             | |
| 104 | Заяченский             | Корочанский район                                           | Заяченское СП Корочанского МР                    | |
| 105 | Зенинский              | Вейделевский район                                          | Зенинское СП Вейделевского МР                    | |
| 106 | Зинаидинский           | Ракитянский район                                           | Зинаидинское СП Ракитянского МР                  | |
| 107 | Ивано-Лисичанский      | Грайворонский район                                         | Грайворонский ГО                                 | |
| 108 | Иващенковский          | Алексеевский район                                          | Алексеевский ГО                                  | |
| 109 | Ивня, посёлок          | Ивнянский район                                             | ГП посёлок Ивня Ивнянского МР                    | |
| 110 | Илек-Кошарский         | Ракитянский район                                           | Илек-Кокшарское СП Ракитянского МР               | |
| 111 | Илек-Пеньковский       | Краснояружский район                                        | Илек-Пеньковское СП Краснояружского МР           | |
| 112 | Иловский               | Алексеевский район                                          | Алексеевский ГО                                  | |
| 113 | Ильинский              | Алексеевский район                                          | Алексеевский ГО                                  | |
| 114 | Казацкий               | Яковлевский район                                           | Яковлевский ГО                                   | |
| 115 | Казинский              | Валуйский район                                             | Валуйский ГО                                     | |
| 116 | Калиновский            | Красногвардейский район                                     | Калиновское СП Красногвардейского МР             | |
| 117 | Камызинский            | Красненский район                                           | Камызинское СП Красненского МР                   | |
| 118 | Клименковский          | Вейделевский район                                          | Клименковское СП Вейделевского МР                | |
| 119 | Козинский              | Грайворонский район                                         | Грайворонский ГО                                 | |
| 120 | Коломыцевский          | Красногвардейский район                                     | Коломыцевское СП Красногвардейского МР           | |
| 121 | Коломыцевский          | Прохоровский район                                          | Коломыцевское СП Прохоровского МР                | |
| 122 | Колосковский           | Валуйский район                                             | Валуйский ГО                                     | |
| 123 | Колотиловский          | Краснояружский район                                        | Колотиловское СП Краснояружского МР              | |
| 124 | Комсомольский          | Белгородский район                                          | Комсомольское СП Белгородского МР                | |
| 125 | Коротковский           | Корочанский район                                           | Коротковское СП Корочанского МР                  | |
| 126 | Короча, город          | Корочанский район                                           | ГП город Короча Корочанского МР                  | |
| 127 | Кочегуренский          | Чернянский район                                            | Кочегуренское СП Чернянского МР                  | |
| 128 | Кочетовский            | Ивнянский район                                             | Кочетовское СП Ивнянского МР                     | |
| 129 | Кощеевский             | Корочанский район                                           | Кощеевское СП Корочанского МР                    | |
| 130 | Красная Яруга, посёлок | Краснояружский район                                        | ГП посёлок Красная Яруга Краснояружского МР      | |
| 131 | Красненский            | Красненский район                                           | Красненское СП Красненского МР                   | |
| 132 | Красненский            | Алексеевский район                                          | Алексеевский ГО                                  | |
| 133 | Краснокутский          | Борисовский район                                           | Краснокутское СП                                 | образован в 2020, СП в 2013, ранее с.н.п. входили в Октябрьско-Готнянский мун. округ и соответствующее СП |
| 134 | Краснооктябрьский      | Белгородский район                                          | Краснооктябрьское Белгородского МР               | |
| 135 | Кривошеевский          | Прохоровский район                                          | Кривошеевское СП Прохоровского МР                | |
| 136 | Кривцовский            | Яковлевский район                                           | Яковлевский ГО                                   | |
| 137 | Кругловский            | Красненский район                                           | Кругловское СП Красненского МР                   | |
| 138 | Крутологский           | Белгородский район                                          | Крутологское СП Белгородского МР                 | |
| 139 | Крюковский             | Борисовский район                                           | Крюковское СП Борисовского МР                    | |
| 140 | Кубраковский           | Вейделевский район                                          | Кубраковское СП Вейделевского МР                 | |
| 141 | Кукуевский             | Валуйский район                                             | Валуйский ГО                                     | |
| 142 | Купинский              | Шебекинский район                                           | Шебекинский ГО                                   | |
| 143 | Курасовский            | Ивнянский район                                             | Курасовское СП Ивнянского МР                     | |
| 144 | Кустовский             | Яковлевский район                                           | Яковлевский ГО                                   | |
| 145 | Кущинский              | Алексеевский район                                          | Алексеевский ГО                                  | |
| 146 | Ладомировский          | Ровеньский район                                            | Ладомировское СП Ровеньского МР                  | |
| 147 | Лесноуколовский        | Красненский район                                           | Лесноуколовское СП Красненского МР               | |
| 148 | Ливенский              | Красногвардейский район                                     | Ливенское СП Красногвардейского МР               | |
| 149 | Лозновский             | Чернянский район                                            | Лозновское СП Чернянского МР                     | |
| 150 | Лознянский             | Ровеньский район                                            | Лознянское СП Ровеньского МР                     | |
| 151 | Лозовский              | Ровеньский район                                            | Лозовское СП Ровеньского МР                      | |
| 152 | Ломовский              | Корочанский район                                           | Ломовское СП Корочанского МР                     | |
| 153 | Лубянский              | Чернянский район                                            | Лубянское СП Чернянского МР                      | |
| 154 | Луценковский           | Алексеевский район                                          | Алексеевский ГО                                  | |
| 155 | Лучковский             | Прохоровский район                                          | Лучковское СП Прохоровского МР                   | |
| 156 | Майский                | Белгородский район                                          | Майское СП Белгородского МР                      | |
| 157 | Максимовский           | Шебекинский район                                           | Шебекинский ГО                                   | |
| 158 | Малакеевский           | Вейделевский район                                          | Малакеевское СП Вейделевского МР                 | |
| 159 | Малиновский            | Белгородский район                                          | Малиновское СП Белгородского МР                  | |
| 160 | Маломаяченский         | Прохоровский район                                          | Маломаяченское СП Прохоровского МР               | |
| 161 | Малотроицкий           | Чернянский район                                            | Малотроицкое СП Чернянского МР                   | |
| 162 | Мандровский            | Валуйский район                                             | Валуйский ГО                                     | |
| 163 | Марьевский             | Красногвардейский район                                     | Марьевское СП Красногвардейского МР              | образован в 2020, СП в 2012, ранее с.н.п. входили в Стрелецкий сельский округ и соответствующее СП        |
| 164 | Масловопристанский     | Шебекинский район                                           | Шебекинский ГО                                   | |
| 165 | Матреногезовский       | Алексеевский район                                          | Алексеевский ГО                                  | |
| 166 | Мелиховский            | Корочанский район                                           | Мелиховское СП Корочанского МР                   | |
| 167 | Меняйловский           | Алексеевский район                                          | Алексеевский ГО                                  | |
| 168 | Мокроорловский         | Грайворонский район                                         | Грайворонский ГО                                 | |
| 169 | Мощенский              | Яковлевский район                                           | Яковлевский ГО                                   | |
| 170 | Муромский              | Шебекинский район                                           | Шебекинский ГО                                   | |
| 171 | Мухоудеровский         | Алексеевский район                                          | Алексеевский ГО                                  | |
| 172 | Наголенский            | Ровеньский район                                            | Наголенское СП Ровеньского МР                    | |
| 173 | Нагорьевский           | Ровеньский район                                            | Нагорьевское СП Ровеньского МР                   | |
| 174 | Насоновский            | Валуйский район                                             | Валуйский ГО                                     | |
| 175 | Нижнепенский           | Ракитянский район                                           | Нижнепенское СП Ракитянского МР                  | |
| 176 | Никитовский            | Красногвардейский район                                     | Никитовское СП Красногвардейского МР             | |
| 177 | Николаевский           | Новооскольский район                                        | Новооскольский ГО                                | |
| 178 | Николаевский           | Вейделевский район                                          | Николаевское СП Вейделевского МР                 | |
| 179 | Никольский             | Белгородский район                                          | Никольское СП Белгородского МР                   | |
| 180 | Ниновский              | Новооскольский район                                        | Новооскольский ГО                                | |
| 181 | Новенский              | Ивнянский район                                             | Новенское СП Ивнянского МР                       | |
| 182 | Новоалександровский    | Ровеньский район                                            | Новоалександровское СП Ровеньского МР            | |
| 183 | Новобезгинский         | Новооскольский район                                        | Новооскольский ГО                                | |
| 184 | Новореченский          | Чернянский район                                            | Новореченское СП Чернянского МР                  | |
| 185 | Новосадовский          | Белгородский район                                          | Новосадовское СП Белгородского МР                | |
| 186 | Новослободский         | Корочанский район                                           | Новослободское СП Корочанского МР                | |
| 187 | Новостроевский         | Грайворонский район                                         | Грайворонский ГО                                 | |
| 188 | Новотаволжанский       | Шебекинский район                                           | Шебекинский ГО                                   | |
| 189 | Новоуколовский         | Красненский район                                           | Новоуколовское СП Красненского МР                | |
| 190 | Новохуторной           | Красногвардейский район                                     | Новохуторное СП Красногвардейского МР            | |
| 191 | Новый Оскол, город     | Новооскольский район                                        | Новооскольский ГО                                | |
| 192 | Огибнянский            | Чернянский район                                            | Огибнянское СП Чернянского МР                    | |
| 193 | Октябрьский, посёлок   | Белгородский район                                          | ГП посёлок Октябрьский                           | |
| 194 | Октябрьско-Готнянский  | Борисовский район                                           | Октябрьско-Готнянское СП Борисовского МР         | |
| 195 | Ольшанский             | Чернянский район                                            | Ольшанское СП Чернянского МР                     | |
| 196 | Орликовский            | Чернянский район                                            | Орликовское СП Чернянского МР                    | |
| 197 | Оскольский             | Новооскольский район                                        | Новооскольский ГО                                | |
| 198 | Палатовский            | Красногвардейский район                                     | Палатовское СП Красногвардейского МР             | |
| 199 | Первоцепляевский       | Шебекинский район                                           | Шебекинский ГО                                   | |
| 200 | Петровский             | Прохоровский район                                          | Петровское СП Прохоровского МР                   | |
| 201 | Плосковский            | Корочанский район                                           | Плосковское СП Корочанского МР                   | |
| 202 | Плотавский             | Прохоровский район                                          | Плотавское СП Прохоровского МР                   | |
| 203 | Плотавский             | Корочанский район                                           | Плотавское СП Корочанского МР                    | |
| 204 | Погореловский          | Корочанский район                                           | Погореловское СП Корочанского МР                 | |
| 205 | Погромский             | Волоконовский район                                         | Погромское СП Волоконовского МР                  | |
| 206 | Подолешенский          | Прохоровский район                                          | Подолешенское СП Прохоровского МР                | |
| 207 | Подсередненский        | Алексеевский район                                          | Алексеевский ГО                                  | |
| 208 | Покровский             | Ивнянский район                                             | Покровское СП Ивнянского МР                      | |
| 209 | Покровский             | Волоконовский район                                         | Покровское СП Волоконовского МР                  | |
| 210 | Поповский              | Корочанский район                                           | Поповское СП Корочанского МР                     | |
| 211 | Прелестненский         | Прохоровский район                                          | Прелестненское СП Прохоровского МР               | |
| 212 | Призначенский          | Прохоровский район                                          | Призначенское СП Прохоровского МР                | |
| 213 | Прилепенский           | Чернянский район                                            | Прилепенское СП Чернянского МР                   | |
| 214 | Принцевский            | Валуйский район                                             | Валуйский ГО                                     | |
| 215 | Пролетарский, посёлок  | Ракитянский район                                           | ГП посёлок Пролетарский Ракитянского МР          | |
| 216 | Проходенский           | Корочанский район                                           | Проходненское СП Корочанского МР                 | |
| 217 | Прохоровка, посёлок    | Прохоровский район                                          | ГП посёлок Прохоровка Прохоровского МР           | |
| 218 | Пушкарский             | Белгородский район                                          | Пушкарское СП Белгородского МР                   | |
| 219 | Пятницкое, посёлок     | Волоконовский район                                         | ГП посёлок Пятницкое Волоконовского МР           | |
| 220 | Радьковский            | Прохоровский район                                          | Радьковское СП Прохоровского МР                  | |
| 221 | Разумное, посёлок      | Белгородский район                                          | ГП посёлок посёлок Разумное Белгородского МР     | |
| 222 | Ракитное, посёлок      | Ракитянский район                                           | ГП посёлок Ракитное Ракитянского МР              | |
| 223 | Расховецкий            | Красненский район                                           | Расховецкое СП Красненского МР                   | |
| 224 | Репенский              | Алексеевский район                                          | Алексеевский ГО                                  | |
| 225 | Репьевский             | Волоконовский район                                         | Репьевское СП Волоконовского МР                  | |
| 226 | Репяховский            | Краснояружский район                                        | Репяховское СП Краснояружского МР                | |
| 227 | Ржавецкий              | Прохоровский район                                          | Ржавецкое СП Прохоровского МР                    | |
| 228 | Ржевский               | Ровеньский район                                            | Ржевское СП Ровеньского МР                       | |
| 229 | Ровеньки, посёлок      | Ровеньский район                                            | ГП посёлок Ровеньки Ровеньского МР               | |
| 230 | Рождественский         | Валуйский район                                             | Валуйский ГО                                     | |
| 231 | Русскохаланский        | Чернянский район                                            | Русскохаланское СП Чернянского МР                | |
| 232 | Саженский              | Яковлевский район                                           | Яковлевский ГО                                   | образован в 2013, СП в 2010, ранее с.н.п. входили в мун. округ (ГП) посёлок Яковлево                      |
| 233 | Сафоновский            | Ивнянский район                                             | Сафоновское СП Ивнянского МР                     | |
| 234 | Свистовский            | Ровеньский район                                            | Свистовское СП Ровеньского МР                    | |
| 235 | Северный, посёлок      | Белгородский район                                          | ГП посёлок Северный Белгородского МР             | |
| 236 | Сергиевский            | Краснояружский район                                        | Сергиевское СП Краснояружского МР                | |
| 237 | Сетищенский            | Красненский район                                           | Сетищенское СП Красненского МР                   | |
| 238 | Смородинский           | Яковлевский район                                           | Яковлевский ГО                                   | образован в 2013, СП в 2010, ранее с.н.п. входили в Кривцовский мун. округ и соответствующее СП           |
| 239 | Смородинский           | Грайворонский район                                         | Грайворонский ГО                                 | |
| 240 | Советский              | Алексеевский район                                          | Алексеевский ГО                                  | |
| 241 | Соколовский            | Корочанский район                                           | Соколовское СП Корочанского МР                   | |
| 242 | Солдатский             | Ракитянский район                                           | Солдатское СП Ракитянского МР                    | |
| 243 | Солонец-Полянский      | Новооскольский район                                        | Новооскольский ГО                                | |
| 244 | Солонцинский           | Вейделевский район                                          | Солонцинское СП Вейделевского МР                 | |
| 245 | Старобезгинский        | Новооскольский район                                        | Новооскольский ГО                                | |
| 246 | Староивановский        | Волоконовский район                                         | Староивановское СП Волоконовского МР             | |
| 247 | Стрелецкий             | Яковлевский район                                           | Яковлевский ГО                                   | |
| 248 | Стрелецкий             | Белгородский район                                          | Стрелецкое СП Белгородского МР                   | |
| 249 | Стрелецкий             | Красногвардейский район                                     | Стрелецкое СП Красногвардейского МР              | |
| 250 | Стригуновский          | Борисовский район                                           | Стригуновско СП Борисовского МР                  | |
| 251 | Строитель, город       | Яковлевский район                                           | Яковлевский ГО                                   | |
| 252 | Сухосолотинский        | Ивнянский район                                             | Сухосолотинское СП Ивнянского МР                 | |
| 253 | Сырцевский             | Ивнянский район                                             | Сырцевское СП Ивнянского МР                      | |
| 254 | Тавровский             | Белгородский район                                          | Тавровское СП Белгородского МР                   | |
| 255 | Теребренский           | Краснояружский район                                        | Теребренское СП Краснояружского МР               | |
| 256 | Терновский             | Яковлевский район                                           | Яковлевский ГО                                   | |
| 257 | Тимоновский            | Валуйский район                                             | Валуйский ГО                                     | |
| 258 | Тишанский              | Волоконовский район                                         | Тишанское СП Волоконовского МР                   | |
| 259 | Томаровка, посёлок     | Яковлевский район                                           | Яковлевский ГО                                   | |
| 260 | Трефиловский           | Ракитянский район                                           | Трефиловское Ракитянского МР                     | |
| 261 | Тростенецкий           | Новооскольский район                                        | Новооскольский ГО                                | |
| 262 | Уразово, посёлок       | Валуйский район                                             | Валуйский ГО                                     | |
| 263 | Утянский               | Красногвардейский район                                     | Утянское СП Красногвардейского МР                | |
| 264 | Фощеватовский          | Волоконовский район                                         | Фощеватовское СП Волоконовского МР               | |
| 265 | Харьковский            | Ровеньский район                                            | Харьковское СП Ровеньского МР                    | |
| 266 | Хлевищенский           | Алексеевский район                                          | Алексеевский ГО                                  | |
| 267 | Холоднянский           | Прохоровский район                                          | Холоднянское СП Прохоровского МР                 | |
| 268 | Хомутчанский           | Ивнянский район                                             | Хомутчанское СП Ивнянского МР                    | |
| 269 | Хотмыжский             | Борисовский район                                           | Хотмыжское СП Борисовского МР                    | |
| 270 | Хохловский             | Белгородский район                                          | Хохловское СП Белгородского МР                   | |
| 271 | Хрещатовский           | Алексеевский район                                          | Алексеевский ГО                                  | |
| 272 | Центральный            | Ракитянский район                                           | Центральное СП Ракитянского МР                   | |
| 273 | Череновский            | Ивнянский район                                             | Череновское СП Ивнянского МР                     | |
| 274 | Чернянка, посёлок      | Чернянский район                                            | ГП посёлок Чернянка Чернянского МР               | |
| 275 | Чураевский             | Шебекинский район                                           | Шебекинский ГО                                   | |
| 276 | Шараповский            | Новооскольский район                                        | Новооскольский ГО                                | |
| 277 | Шаховский              | Прохоровский район                                          | Шаховское СП Прохоровского МР                    | |
| 278 | Шебекино, город        | город. обл. знач. Шебекино в составе Шебекинского района    | Шебекинский ГО                                   | |
| 279 | Шеинский               | Корочанский район                                           | Шеинское СП Корочанского МР                      | |
| 280 | Шелаевский             | Валуйский район                                             | Валуйский ГО                                     | |
| 281 | Шидловский             | Волоконовский район                                         | Шидловское СП Волоконовского МР                  | |
| 282 | Шляховский             | Корочанский район                                           | Шляховское СП Корочанского МР                    | |
| 283 | Щетиновский            | Белгородский район                                          | Щетиновское СП Белгородского МР                  | |
| 284 | Ютановский             | Волоконовский район                                         | Ютановское СП Волоконовского МР                  | |
| 285 | Яблоновский            | Валуйский район                                             | Валуйский ГО                                     | |
| 286 | Яблоновский            | Корочанский район                                           | Яблоновское СП Корочанского МР                   | |
| 287 | Яковлево, посёлок      | Яковлевский район                                           | Яковлевский ГО                                   | |
| 288 | Яковлевский            | Новооскольский район                                        | Новооскольский ГО                                | |
| 289 | Ярский                 | Новооскольский район                                        | Новооскольский ГО                                | |
| 290 | Яснозоренский          | Белгородский район                                          | Яснозоренское СП Белгородского МР                | |